# بوشه (پیش‌غذا)

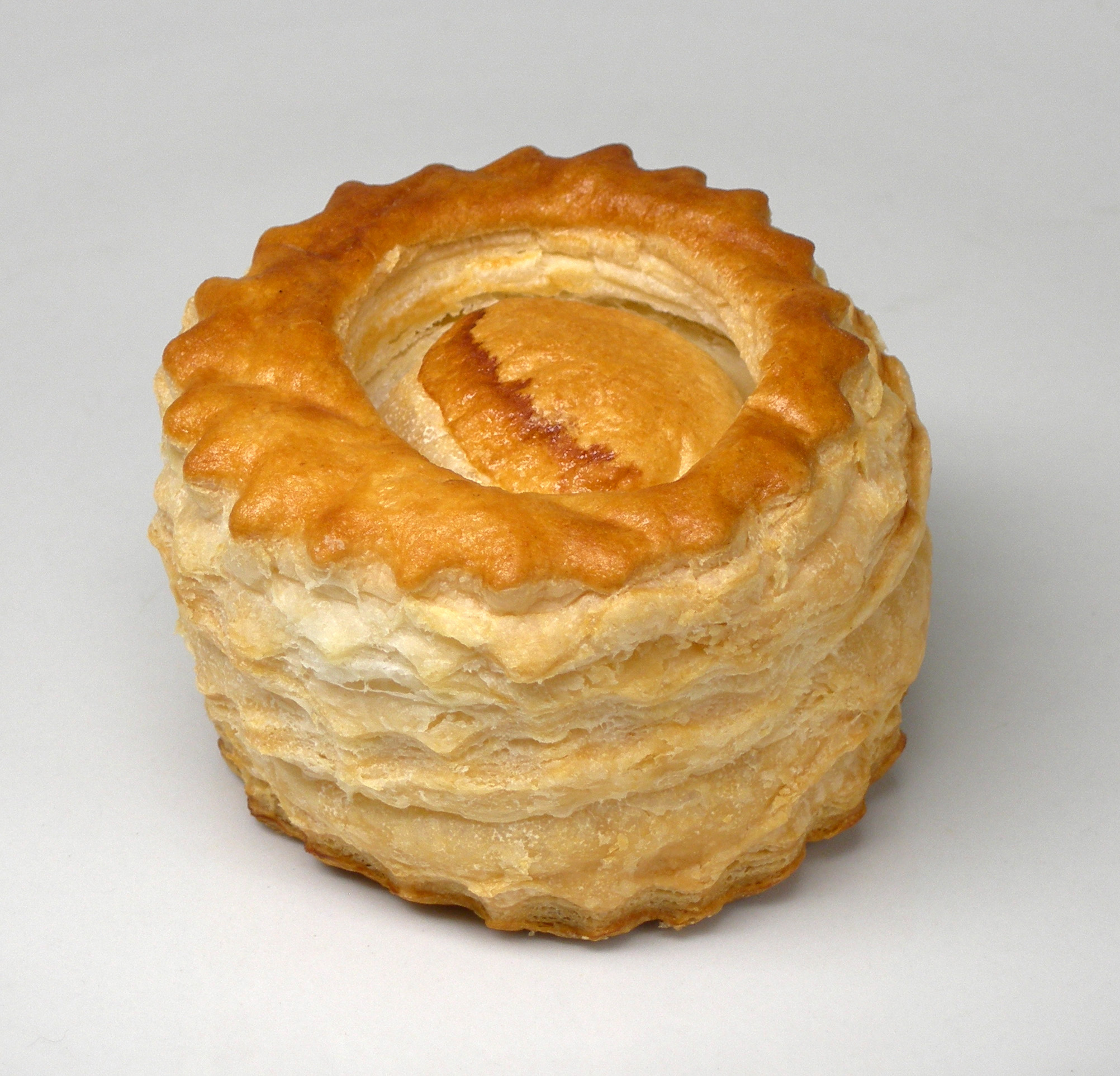
بوشه

بوشه (به فرانسوی: bouchée) نام یک نوع پیش غذا در آشپزی فرانسوی است. بوشه به شکل ظرفی است که از خمیر هزار لا تهیه شده و درون آن از مواد گوناگون پر می‌شود.این واژه در زبان فرانسوی به معنای «یک لقمه» است. قطر آن بین ۷–۵ سانتیمتر بوده و ضحامت خمیر بین ۵–۴ میلی‌متر است. بوشه در اوایل قرن نوزدهم به وجود آمده‌است.همچنین ممکن است برای اشاره به پتی‌فور petit four یا بن–بن bon-bon نیز واژهٔ بوشه بکار برده شود.